# Итоговый турнир WTA 2012 — парный турнир
Прошлогодние чемпионки — американки Лиза Реймонд и Лизель Хубер.

## Общая информация
Только одна пара участниц (американки Лизель Хубер и Лиза Реймонд) играла на итоговом турнире в 2011 году.
Пять из восьми участниц турнира являются его дебютантками.
Надежда Петрова вернулась на турнир после семи лет отсутствия и вновь смогла победить.
Луция Градецкая продолжила не слишком удачную серию на турнирах категории Premier и старше — из восьми финалов они проиграли шесть матчей. Каждый раз их обидчицами выступали мононациональные дуэты. У Главачковой три победы в тех же восьми финалах (в т.ч. одна - над мононациональной парой).

## Посев
| 1. Роберта Винчи / Сара Эррани (Полуфинал) 2. Андреа Главачкова / Луция Градецкая (Финал) | 1. Лизель Хубер / Лиза Реймонд (Полуфинал) 2. Надежда Петрова / Мария Кириленко (Титул) |

## Сетка

### Используемые сокращения
- Q (англ. qualifier, дословно — квалифицировавшийся) — победитель квалификационного турнира.
- WC (англ. wild card, уайлд-кард) — специальное приглашение от организаторов.
- LD (англ. last direct acceptance, последний прямой допуск) — игрок, находящийся последним в списке участников, попадающих напрямую в основную сетку.
- LL (англ. lucky loser, лаки-лузер) — игрок с наивысшим рейтингом из проигравших в финальном раунде квалификации, приглашённый в качестве замены поздно снявшегося игрока основной сетки.
- Rt (англ. retired, дословно — снявшийся) — отказ игрока от продолжения игры по ходу матча.
- W/O (англ. walkover, дословно — проход) — выигрыш на невыходе соперника на игру.
- SE (англ. special exempt) — специальный допуск. Используется для игроков, которые удачно сыграли на неделе, предшествовавшей турниру, и потому не могли участвовать в квалификации.
- SR (англ. special rating) — специальный рейтинг. Даётся игроку, получившему травму и выбывшему из тура не менее чем на 6 месяцев и до двух лет. В этом случае его рейтинг на время лечения травмы «замораживается» и затем после возвращения, он имеет право заявляться на несколько турниров (определяется регламентом тура), чтобы попадать на турниры своего уровня.
- PR (англ. protected ranking, дословно — защищённый рейтинг). Используется для допуска в турнир игроков, пропустивших долгое время из-за травмы и опустившихся в рейтинге.
- ALT (англ. alternate) — альтернативный игрок в сетке (замена кого-то из поздно снявшихся с турнира).
- S (англ. suspended, дословно — отложен) — матч приостановлен из-за дождя или темноты.
- D (англ. defaulted) — один из спортсменов снят с турнира за неспортивное поведение.

### Финальные раунды
|  | Полуфиналы | Полуфиналы                        | Полуфиналы                        | Полуфиналы                        | Полуфиналы                        | Полуфиналы                        | Полуфиналы                        | Полуфиналы | Полуфиналы | Полуфиналы |   |                                 | Финал                           | Финал                             | Финал                             | Финал                             | Финал                             | Финал                             | Финал                             | Финал                             | Финал | Финал |
|  |            |                                   |                                   |                                   |                                   |                                   |                                   |            |            |            |   |                                 |                                 |                                   |                                   |                                   |                                   |                                   |                                   |                                   |       |       |
|  | 1          | Роберта Винчи Сара Эррани         | Роберта Винчи Сара Эррани         | Роберта Винчи Сара Эррани         | Роберта Винчи Сара Эррани         | Роберта Винчи Сара Эррани         | Роберта Винчи Сара Эррани         | 6          | 3          | [4]        |   |                                 |                                 |                                   |                                   |                                   |                                   |                                   |                                   |                                   |       |       |
|  | 1          | Роберта Винчи Сара Эррани         | Роберта Винчи Сара Эррани         | Роберта Винчи Сара Эррани         | Роберта Винчи Сара Эррани         | Роберта Винчи Сара Эррани         | Роберта Винчи Сара Эррани         | 6          | 3          | [4]        |   |                                 |                                 |                                   |                                   |                                   |                                   |                                   |                                   |                                   |       |       |
|  | 4          | Мария Кириленко Надежда Петрова   | Мария Кириленко Надежда Петрова   | Мария Кириленко Надежда Петрова   | Мария Кириленко Надежда Петрова   | Мария Кириленко Надежда Петрова   | Мария Кириленко Надежда Петрова   | 1          | 6          | [10]       |   |                                 |                                 |                                   |                                   |                                   |                                   |                                   |                                   |                                   |       |       |
|  |            |                                   |                                   |                                   |                                   |                                   |                                   |            |            |            | 4 | Мария Кириленко Надежда Петрова | Мария Кириленко Надежда Петрова | Мария Кириленко Надежда Петрова   | Мария Кириленко Надежда Петрова   | Мария Кириленко Надежда Петрова   | Мария Кириленко Надежда Петрова   | Мария Кириленко Надежда Петрова   | 6                                 | 6                                 |       |       |
|  |            |                                   |                                   |                                   |                                   |                                   |                                   |            |            |            | 4 | Мария Кириленко Надежда Петрова | Мария Кириленко Надежда Петрова | Мария Кириленко Надежда Петрова   | Мария Кириленко Надежда Петрова   | Мария Кириленко Надежда Петрова   | Мария Кириленко Надежда Петрова   | Мария Кириленко Надежда Петрова   | 6                                 | 6                                 |       |       |
|  |            |                                   |                                   |                                   |                                   |                                   |                                   |            |            |            |   |                                 | 2                               | Андреа Главачкова Луция Градецкая | Андреа Главачкова Луция Градецкая | Андреа Главачкова Луция Градецкая | Андреа Главачкова Луция Градецкая | Андреа Главачкова Луция Градецкая | Андреа Главачкова Луция Градецкая | Андреа Главачкова Луция Градецкая | 1     | 4     |
|  | 3          | Лизель Хубер Лиза Реймонд         | Лизель Хубер Лиза Реймонд         | Лизель Хубер Лиза Реймонд         | Лизель Хубер Лиза Реймонд         | Лизель Хубер Лиза Реймонд         | Лизель Хубер Лиза Реймонд         | 6          | 1          |            |   |                                 | 2                               | Андреа Главачкова Луция Градецкая | Андреа Главачкова Луция Градецкая | Андреа Главачкова Луция Градецкая | Андреа Главачкова Луция Градецкая | Андреа Главачкова Луция Градецкая | Андреа Главачкова Луция Градецкая | Андреа Главачкова Луция Градецкая | 1     | 4     |
|  | 3          | Лизель Хубер Лиза Реймонд         | Лизель Хубер Лиза Реймонд         | Лизель Хубер Лиза Реймонд         | Лизель Хубер Лиза Реймонд         | Лизель Хубер Лиза Реймонд         | Лизель Хубер Лиза Реймонд         | 6          | 1          |            |   |                                 |                                 |                                   |                                   |                                   |                                   |                                   |                                   |                                   |       |       |
|  | 2          | Андреа Главачкова Луция Градецкая | Андреа Главачкова Луция Градецкая | Андреа Главачкова Луция Градецкая | Андреа Главачкова Луция Градецкая | Андреа Главачкова Луция Градецкая | Андреа Главачкова Луция Градецкая | 7          | 6          |            |   |                                 |                                 |                                   |                                   |                                   |                                   |                                   |                                   |                                   |       |       |
|  | 2          | Андреа Главачкова Луция Градецкая | Андреа Главачкова Луция Градецкая | Андреа Главачкова Луция Градецкая | Андреа Главачкова Луция Градецкая | Андреа Главачкова Луция Градецкая | Андреа Главачкова Луция Градецкая | 7          | 6          |            |   |                                 |                                 |                                   |                                   |                                   |                                   |                                   |                                   |                                   |       |       |
|  |            |                                   |                                   |                                   |                                   |                                   |                                   |            |            |            |   |                                 |                                 |                                   |                                   |                                   |                                   |                                   |                                   |                                   |       |       |